# Acranthera aurantiaca
Acranthera aurantiaca là một loài thực vật có hoa trong họ Thiến thảo. Loài này được Valeton ex Bremek. mô tả khoa học đầu tiên năm 1947.